# Сортування сміття

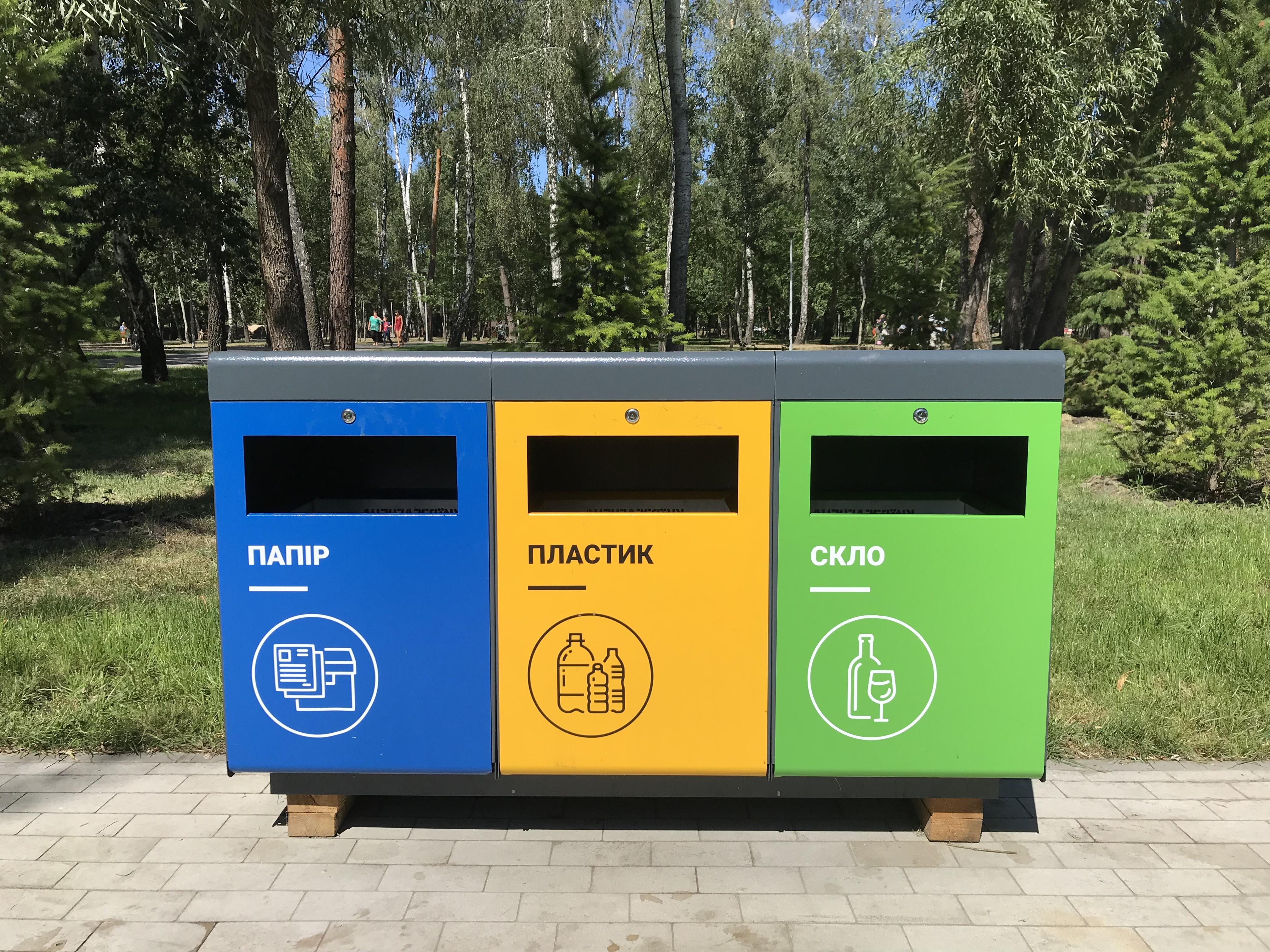
Контейнери для сортування сміття в парку «Перемога» в Києві

Сортування сміття (відходів, вторсировини), англ. Waste sorting — розділення відходів на різні групи для переробки відходів.
Здійснюється вручну в побуті за допомогою схеми роздільного збору до сміттєвих контейнерів, або автоматично в місцях відновлення матеріалів або системах механічного біологічного очищення, у місцях переробки сміття.
Сегрегація (розділення) відходів — базовий поділ відходів на сухі та вологі. Сухі (неорганічні) або тверді побутові відходи (ТПВ) включають папір, картон, скло, бляшанки тощо. Вологі, або органічні, відходи, це шкірки від овочів, залишки їжі, листя, трава і подібне.
Сортування уможливлюється виконанням двох умов: маркування упаковки виробниками (на тарі мають бути вказані коди переробки) та наявної інфраструктури прийому, транспортування та переробки сортованого сміття (сміттєві баки, робота комунальних служб, лінії переробки, сміттєпереробні заводи).
Усі відходи, щоб бути придатними до переробки, мають бути чистими (вимитими від залишків їжі, жиру) та сухими.

## Ефективність сортування
Якість поділу сміття залежить від активності і свідомості учасників процесу на всіх етапах. Поділ сміття є відповідальністю всіх свідомих громадян і громадянок країни. Щоб система вибіркового збору сміття була ефективною, необхідна активна участь кожної людини, що викидає сміття. Без цього дії місцевих органів влади неефективні. Поділ сміття також вимагає часу і зусиль для навчання громади. Сортування передбачає наявність відповідних контейнерів для кожного виду сміття на спеціально виділеному майданчику-стоянці і регулярний розподіл побутових відходів.

## Кольори сміттєвих контейнерів у Європі
У всіх країнах Європи значення кольорів контейнерів для сортування сміття уніфіковані.
| Колір контейнера | Колір контейнера | Тип відходів | Інструкції з сортування | Призначення                                        |
| ---------------- | ---------------- | --- | --- | -------------------------------------------------- |
|                  | Зелений          | Скло і склобій (пляшки, склянки, банки) | У більшості місць прозоре скло і кольорове скло розділяються. Не входять: кераміка, загартоване скло, пірекс (вогнетривке скло), дзеркала, шибки і лампочки.                                                        | Підлягає повній переробці у нові пляшки            |
|                  | Синій            | Папір: газети, журнали, друкована продукція, макулатура | Папір повинен бути чистим та сухим. Не входять: паперові серветки, кухонні рушники, наклейки, коробки від соку, молока (тетрапаки), копіювальний папір і шпалери, промаслений папір, пергамент і целофанові пакети. | Переробка паперу                                   |
|                  | Жовтий           | Картон та картонні упаковки, ящики | |                                                    |
|                  | Чорний           | Органічні залишки, зокрема харчові відходи: овочі, фрукти, садові відходи, обрізки, листя, трава                                                                  | Компостування можливе в домашніх умовах. Увага: деревина, що використовується для будівництва, деревне вугілля, мушлі мідій не придатні для компостування.                                                          | Компостування, вермікультура, добрива, харч худобі |
|                  | Коричневий       | Небезпечні відходи: 1. Акумуляторні батареї 2. Багаторазовий текстиль: одяг, взуття, постіль 3. Електроприлади: холодильники, телевізори, комп'ютери, пралки тощо | Збираються окремо та утилізуються виключно в перевірених пунктах прийому. Батарейки, здавайтеся! Вторинне використання (апсайклінг), передача людям, котрі потребують цих речей.                                    | Переробка батарей Переробка комп'ютерів            |
|                  | Червоний         | Відходи, непридатні для переробки: шприци, люмінесцентні лампи, мийні засоби, косметика, фарби і лаки, відпрацьовані оливи, пестициди.                            | Повинні бути зібрані окремо. Шкідливі для здоров'я й довкілля. |                                                    |
|                  | Помаранчевий     | Пластик (до 10 видів за кодами ідентифікації смоли): PMD (Plastic or Metal and Drink cartons)                                                                     | Не входять: обгортки від масла, пластикові пляшки (наприклад, з-під йогурту), упаковки для небезпечних і отруйних продуктів, пластикові пакети і з алюмінієвої фольги.                                              | Переробка пластику Переробка ПЕТ-пляшок            |

## Переваги сортування сміття
Вартість сортування сміття і його переробки досить висока, однак її компенсують численні переваги:
1. Високий дохід від вироблених з вторинної сировини продуктів.
2. Екологічна користь: чистіше повітря, поліпшується якість води, знижується загальний рівень забруднення.
3. Підвищення соціальної відповідальності населення внаслідок практик сортування.
4. Створення необмеженої потреби в робочій силі — потужна зброя проти безробіття, на виробництвах із сортування та сміттєпереробних підприємствах.

## Сортування сміття в Україні

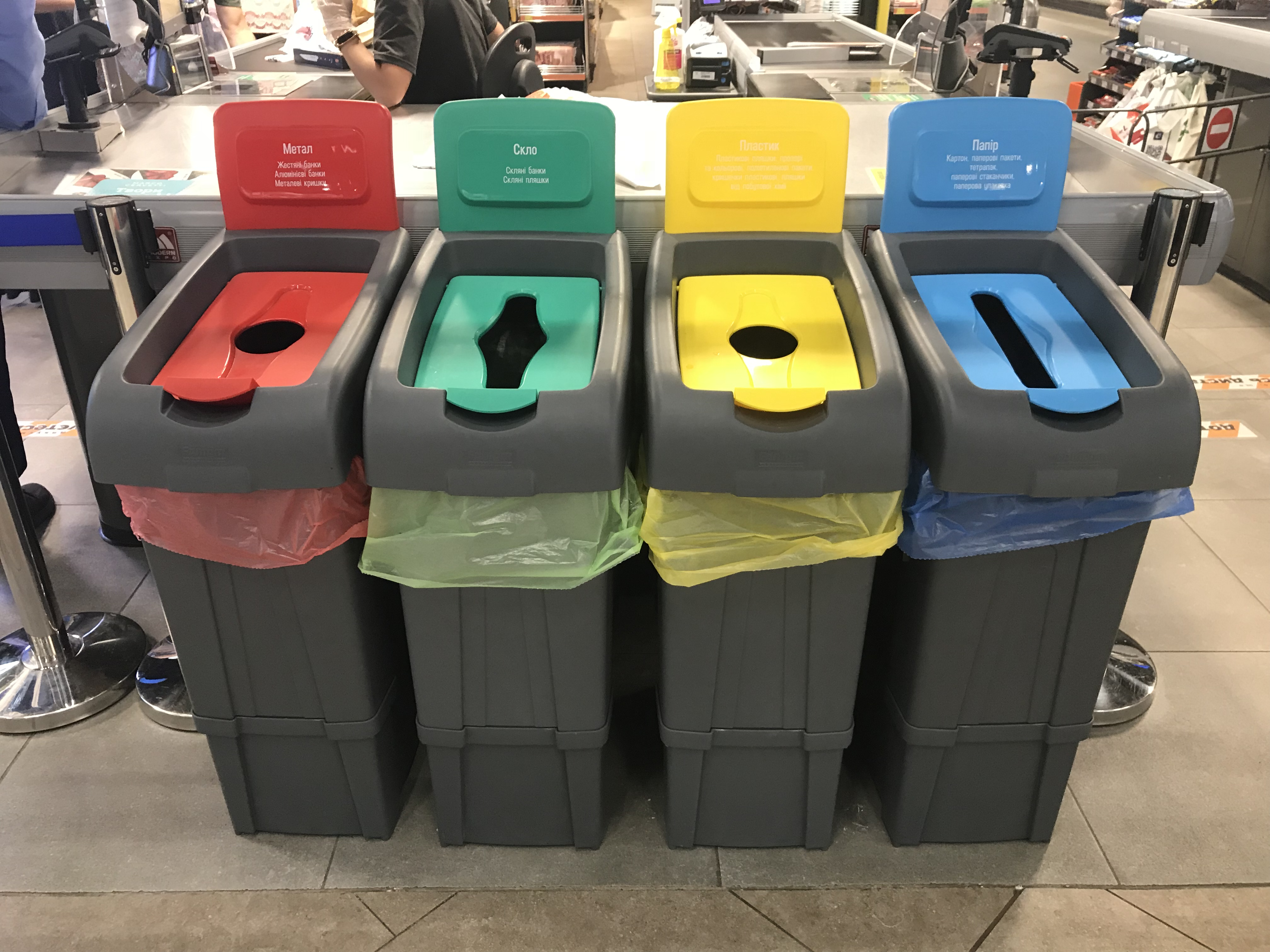
Контейнери для сортування сміття в супермаркеті «Сільпо» в Києві

З 1 жовтня 2019 року в Україні стало обов'язковим влаштування сучасних систем роздільного сортування сміття. Це стосується проєктування нових чи реконструкції готелів, що існують. У приміщеннях готелів мають існувати системи сортування сміття та системи очищення від сміття і пилоприбирання. Вміст пилу в повітрі житлових приміщень готелів повинен бути не більше, ніж 0,15 мг/м².
Сортуванням в Україні займаються приватні ініціативи, неприбуткові та волонтерські організації, такі як: Україна без сміття, Батарейки, здавайтеся!. Вони здійснюють високодиференційований збір сміття в громадян та забезпечують його безпечну переробку, проводять просвіту з питань сортування, зменшення споживання неекологічної упаковки, а також лобіюють впровадження сучасних схем і підходів до переробки відходів (таких як (розширена відповідальність виробника, замнутий цикл переробки, зниження використання пластику) в українське законодавство.
В Україні переробляють далеко не всі види упаковки. Причина криється в тому, що 30% містян мають великі борги за вивіз відходів, крім того, коли такі контейнери встановлять, то буде вищий тариф. Практично ніхто з людей не готовий сплачувати великі гроші за вивезення сміття.
У 2022 році перший в Україні сміттєпереробний завод, побудований у Житомирі, має розпочати свою роботу.